# Stefan Mugoša
Stefan Mugoša (* 26. Februar 1992 in Titograd, SFR Jugoslawien (heute Podgorica, Montenegro)) ist ein montenegrinischer Fußballspieler.

## Karriere

### Verein
Mugoša spielte ab der Saison 2009/10 in der Seniorenmannschaft von Budućnost Podgorica. 2012 gewann er mit Budućnost die montenegrinische Meisterschaft und 2013 den Pokal. Im selben Jahr wechselte er weiter zum Lokalrivalen FK Mladost Podgorica.
In der Saison 2013/14 wurde er Torschützenkönig der montenegrinischen Liga. Zur Saison 2014/15 wechselte er zum deutschen Zweitligisten 1. FC Kaiserslautern. Sein erstes Pflichtspiel für die Lauterer bestritt er am 16. August 2014 im DFB-Pokal gegen den SV Wehen Wiesbaden. Im Elfmeterschießen, das Kaiserslautern gewinnen konnte, verwandelte er einen Strafstoß. Zur Rückrunde wurde er an den Ligakonkurrenten FC Erzgebirge Aue verliehen. Dort wurde er Stammspieler, konnte allerdings den Abstieg nicht mehr abwenden.
Mitte August 2015 wechselte Mugoša zum Zweitligakonkurrenten TSV 1860 München, wo er einen Drei-Jahres-Vertrag unterschrieb.
Zur Rückrunde der Saison 2016/17 wurde Mugoša an den Karlsruher SC verliehen. Beim 1:1 im Auswärtsspiel gegen den VfL Bochum am 19. Spieltag kam Mugoša mit seiner Einwechslung für Dimitris Diamantakos zu seinem ersten Einsatz für den KSC. Im selben Spiel erzielte er auch seinen ersten Treffer zur zwischenzeitlichen 1:0-Führung. Mit dem KSC stieg Mugoša in die 3. Liga ab und wurde nicht weiterverpflichtet. Da auch der TSV 1860 aus der 2. Bundesliga abstieg und die Lizenz für die 3. Liga nicht erhielt, hatte sein Vertrag keine Gültigkeit mehr.
Zur Saison 2017 schloss sich Mugoša dem moldawischen Meister Sheriff Tiraspol an und gewann dort auch am Ende der Saison die Meisterschaft. Anfang 2018 wechselte er nach Asien. Hier unterschrieb er in Südkorea einen Vertrag bei Incheon United. Das Fußballfranchise aus Incheon spielte in der höchsten Liga des Landes, der K League 1. Für den Klub absolvierte er 129 Ligaspiele und schoss dabei 68 Tore. Während dieser Zeit wurde Mugoša auch als montenegrinischer Fußballer des Jahres 2019 ausgezeichnet.
Im Sommer 2022 zog es ihn dann weiter nach Japan, wo er einen Vertrag beim Erstligisten Vissel Kōbe unterschrieb. Dort war er allerdings nur eine Spielzeit aktiv, absolvierte lediglich zwölf Pflichtspiele ohne Torerfolg und kehrte wieder zu Incheon United zurück.

### Nationalmannschaft
Mugoša war bis 2014 für diverse Jugendnationalmannschaften Montenegros aktiv und erzielte dabei in 28 Partien zehn Treffer. Sein erstes A-Länderspiel bestritt er am 8. Juni 2015 in einem Freundschaftsspiel gegen Dänemark. Sein erstes Länderspieltor erzielte er am 26. März 2017 im Qualifikationsspiel für die WM 2018 beim 1:2 gegen Polen.

## Erfolge
- Montenegrinischer Meister: 2012
- Montenegrinischer Pokalsieger: 2013
- Moldauischer Meister: 2017

## Auszeichnungen
- Fußballer des Jahres in Montenegro: 2019